# Подразил, Якуб
Якуб Подразил (чеш. Jakub Podrazil; род. 9 января 1992[…], Прага) — чешский гребец, выступающий за сборную Чехии по академической гребле с 2008 года. Обладатель серебряной и бронзовой медалей чемпионатов Европы, победитель и призёр первенств национального значения, участник двух летних Олимпийских игр.

## Биография
Якуб Подразил родился 9 января 1992 года в Праге. Проходил подготовку в столичном гребном клубе «Дукла».
Впервые заявил о себе в академической гребле на международном уровне в сезоне 2008 года, когда вошёл в состав чешской национальной сборной и выступил на юниорском мировом первенстве в Оттенсхайме, где в зачёте парных двоек занял 18-е место. Год спустя в парных четвёрках выиграл серебряную медаль на юниорском мировом первенстве в Брив-ла-Гайард. Ещё через год в одиночках стал пятым на аналогичных соревнованиях в Рачице, дебютировал в Кубке мира.
В 2011 году в программе восьмёрок получил бронзу на этапе Кубка мира в Гамбурге и серебро на молодёжном мировом первенстве в Амстердаме. Помимо этого, был девятым на взрослом чемпионате мира в Бледе и завоевал серебряную медаль на взрослом чемпионате Европы в Пловдиве.
В 2012 году в распашных четвёрках без рулевого одержал победу на Европейской и финальной олимпийской квалификационной регате FISA в Люцерне — тем самым удостоился права защищать честь страны на летних Олимпийских играх в Лондоне. В составе безрульного экипажа-четвёрки, куда также вошли гребцы Милан Брунцвик, Михал Хорват и Матиаш Кланг, занял последнее место на предварительном квалификационном этапе и финишировал последним в дополнительном отборочном заезде — с этими результатами в полуфинальную стадию соревнований не вышел. Также в этом сезоне добавил в послужной список бронзовую награду, полученную в восьмёрках на чемпионате Европы в Варезе.
В 2013 году был шестым в восьмёрках на чемпионате Европы в Севилье и в безрульных четвёрках на чемпионате мира в Чхунджу.
В 2014 году в четвёрках без рулевого стал восьмым на чемпионате Европы в Белграде, занял 14-е место на чемпионате мира в Амстердаме.
В 2015 году в безрульных двойках финишировал четвёртым на чемпионате Европы в Познани.
В 2016 году в двойках был четвёртым на чемпионате Европы в Бранденбурге, победил всех соперников на Европейской и финальной олимпийской квалификационной регате FISA — таким образом отобрался на летние Олимпийские игры в Рио-де-Жанейро. Вместе с напарником Лукашом Гелешицом стартовал в программе безрульных двоек — сумел квалифицироваться в утешительный финал В и расположился в итоговом протоколе соревнований на седьмой строке.
После Олимпиады в Рио Гелешиц остался действующим спортсменом на ещё один олимпийский цикл и продолжил принимать участие в крупнейших международных регатах. Так, в 2017 году в двойках без рулевого он был четвёртым на домашнем чемпионате Европы в Рачице и восьмым на чемпионате мира в Сарасоте.
В 2018 году в безрульных двойках показал седьмой результат на чемпионате мира в Пловдиве.
В 2019 году в той же дисциплине стал пятым на чемпионате Европы в Люцерне, занял 21-е место на чемпионате мира в Оттенсхайме.
В 2020 году в одиночках занял 19-е место на чемпионате Европы в Познани.